# Andréi Nikándrov
Andréi Nikándrov –en ruso, Андрей Никандров– es un deportista soviético que compitió en vela en la clase Soling. Ganó una medalla de plata en el Campeonato Europeo de Soling de 1989.

## Palmarés internacional
| \| Campeonato Europeo \| Campeonato Europeo \| Campeonato Europeo \| Campeonato Europeo \| \| Año \| Lugar \| Medalla \| Clase \| \| ------------------ \| ------------------ \| ------------------ \| ------------------ \| \| 1989 \| Oslo (Noruega) \| Medalla de plata \| Soling \| |                |                  |        |
| Campeonato Europeo |                |                  |        |
| Año | Lugar          | Medalla          | Clase  |
| 1989 | Oslo (Noruega) | Medalla de plata | Soling |